# Frida Schytte
Frida Schytte (Denemarken, Kopenhagen, 31 maart 1871 – Duitsland, Ohlstadt, 29 april 1948) was een Deens violiste.

## Achtergrond
Schytte werd geboren binnen het gezin van advocaat Carl Fredrik Vilhelm Schytte en Ausa Høhling. Op 15 mei 1897 huwde ze de kunstschilder Friedrich August Sigmund von Kaulbach (1850-1920). Zij kregen drie dochters 
- Doris (1898–1950),
- Hedda (1900–1992), huwde beeldhouwer Toni Stadler en
- Mathilde (Hilde, 1904–1986), Mathilde werd zangeres en de tweede vrouw van schilder Max Beckmann.

De drie dochters kregen allen les op strijkinstrumenten, na verloop van tijd was er een strijkkwartet binnen het gezin. Frida Schytte werd diverse keren koninklijk onderscheiden met in 1893 het (Deense) hoogtepunt, de Koninklijke Beloningsmedaille (Den Kongelige Belønningsmedalje). Reinhold Begas maakte een buste van haar. Ook haar man portretteerde haar een aantal keren.   

## Muziek
Frida Schytte kreeg haar eerste vioollessen van twee musici die hun sporen hadden verdien in de Koninklijke kapel: Ferdinand Stockmarr en Valdemar Tofte. Tofte vond dat hij niet verder kon onderwijzen en stuurde haar in 1888 door naar Parijs om les te krijgen van de Belgische violist Lambert Massart. Ze studeerde dan ook in 1890 cum laude af aan het Conservatorium van Parijs. Ondertussen trad ze ook al op als solisten in haar thuisland. In 1889 was ze bijvoorbeeld solisten in een symfonisch concert in Kopenhagen. Er volgde ook een tournee door Deense dorpen en steden, waarbij ze vaak optrad met pianiste Helga Thiess. Haar studie legde haar geen windeieren, want de concertzalen in het Verenigd Koninkrijk, Frankrijk, Duitsland, Rusland en Scandinavië openden zich voor haar. Ze werd tijdens haar optredens vaak vergezeld door haar moeder. Door die vele concerten bouwde ze een netwerk op, waar ze later nog profijt van had. Ze nam Frida Scotta als artiestennaam aan. Ze viel volgens de critici op door haar heldere toon, die meer romantisch was dan sentimenteel. Ze speelde graag concertwerken van Felix Mendelssohn Bartholdy, Max Bruch, Camille Saint-Saëns en Henryk Wieniawski. Ze schuwde echter ook de kamermuziek van Johann Sebastian Bach, Ludwig van Beethoven, Edvard Grieg, Johan Svendsen en Pablo de Sarasate niet.
Op 30 november 1899 stond ze te concerteren in de grote zaal van het Palækoncerterne te Kopenhagen, medemusici waren van Det Kongelige Kapel, Agathe Backer Grøndahl en dirigent was Johan Svendsen. In 1895 zou ze nogmaals concerteren met Backer-Grøndahl, doch die werd in verband met ziekte vervangen door Golla Hammerich.  
In 1903 was het einde carrière, toen ze in verwachting was van haar derde dochter.
- Gemeinsame Normdatei: 116077301
- International Standard Name Identifier: 0000 0000 0998 8140
- Virtual International Authority File: 42580073
- WorldCat: E39PBJdx9JYYPd9BgwdXTBrcyd